# 无终县
无终县是秦朝设置的县，隋唐以降称“
渔阳县，县城位于今天津市蓟州区渔阳镇一带。历属幽州刺史部右北平郡（平州北平郡）、幽州渔阳郡、幽州、蓟州。明代，州成为准基层行政区划，渔阳县撤为蓟州直辖地区。
渔阳县自隋唐起兴盛，辽代留下了独乐寺、蓟州白塔等众多古迹。

## 县名
秦汉至西晋时，渔阳县属渔阳郡（渔阳郡无存时则属燕国或燕郡），无终县属（右）北平郡，二者并无交集。北魏太平真君七年（446年）北平郡併入漁陽郡后，无终县方归属于渔阳郡；随着无终县成为渔阳郡治，“渔阳”一称逐渐应用在无终县上，并在隋代正式更名为渔阳县。